# Citokinin

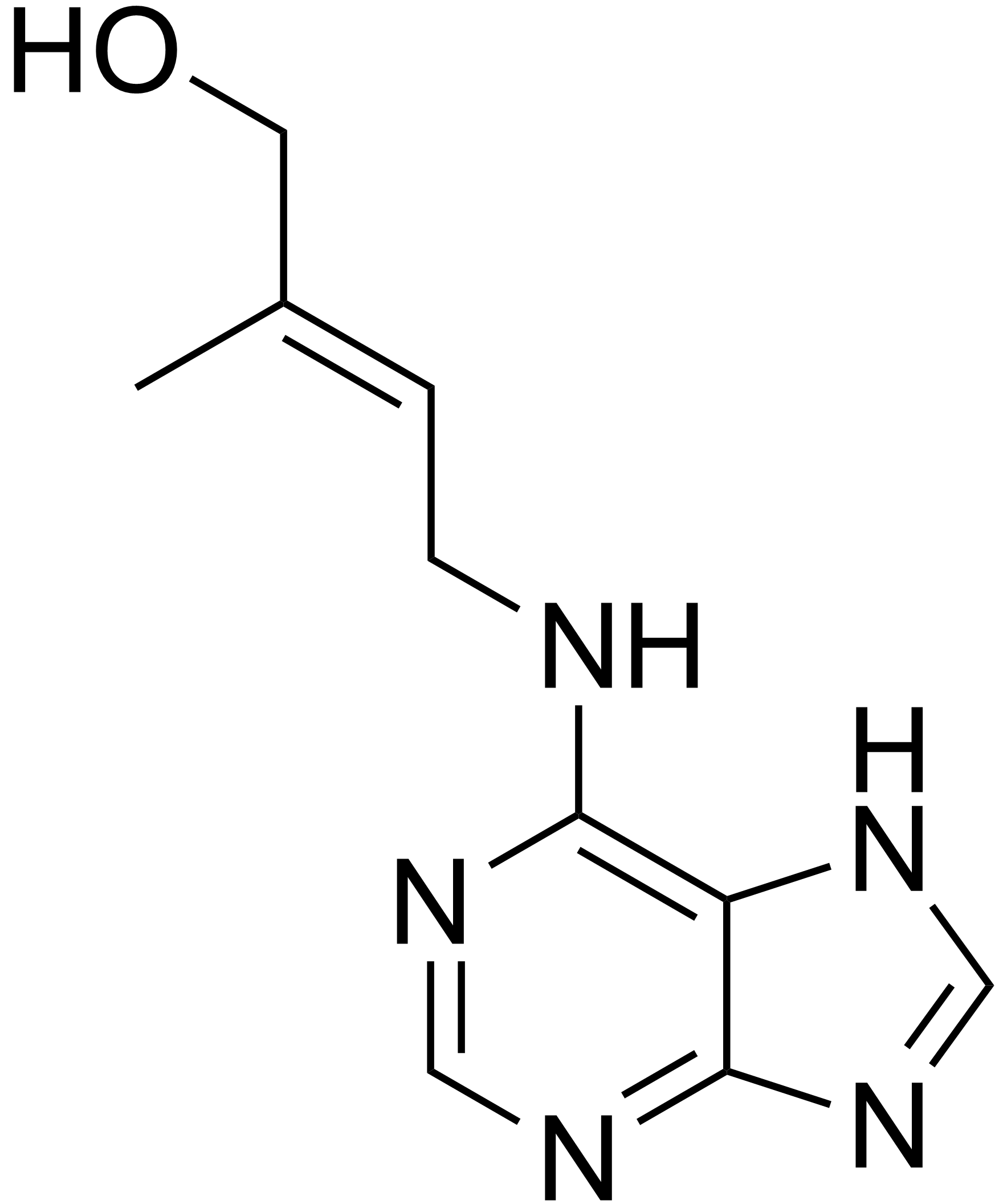
A citokininek egyik fajtája, a zeatin képlete.

A citokinin egy növényi hormon, amely a sejtosztódást, a sejtek differenciálódását, a sejtmegnyúlást, a gumók képződését és a színtestek érését serkenti. Ez a hormon indítja meg a növények csírázását, és késlelteti a levelek öregedését. Fiatal növényekben is szintetizálódnak.
A gyökérből szállítódnak a levelekbe.
Az auxinnal alkotott aránya határozza meg az oldalhajtás növekedésének mértékét.